# Charles Crocker
Charles Crocker (Troy, New York, 1822. szeptember 16. – Monterey, 1888. augusztus 14.) amerikai vasúti vezető volt, aki az első transzkontinentális vasútvonal legnyugatibb szakaszát megépítő Central Pacific Railroad egyik alapítója volt, és partnereivel együtt átvette a Southern Pacific Railroad irányítását.

## Vasútalapítás

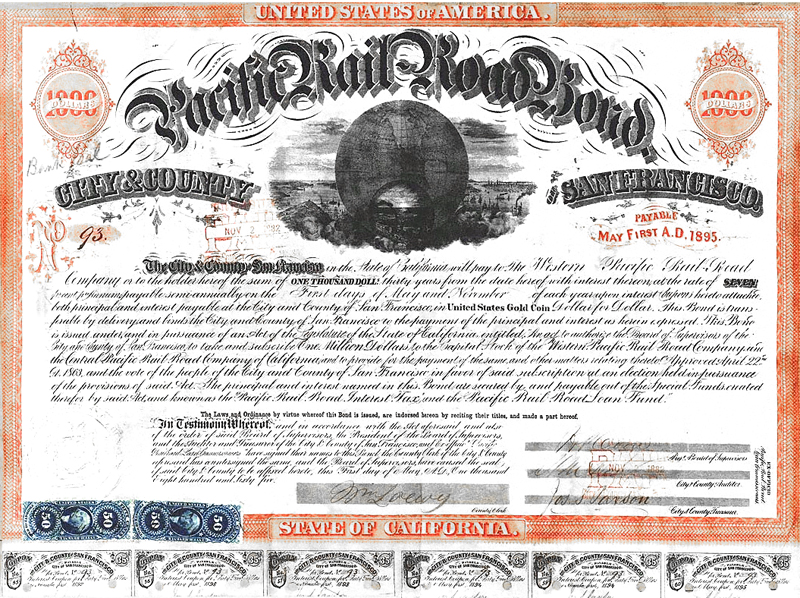
Pacific Railroad Bond, San Francisco városa és megyéje, 1865

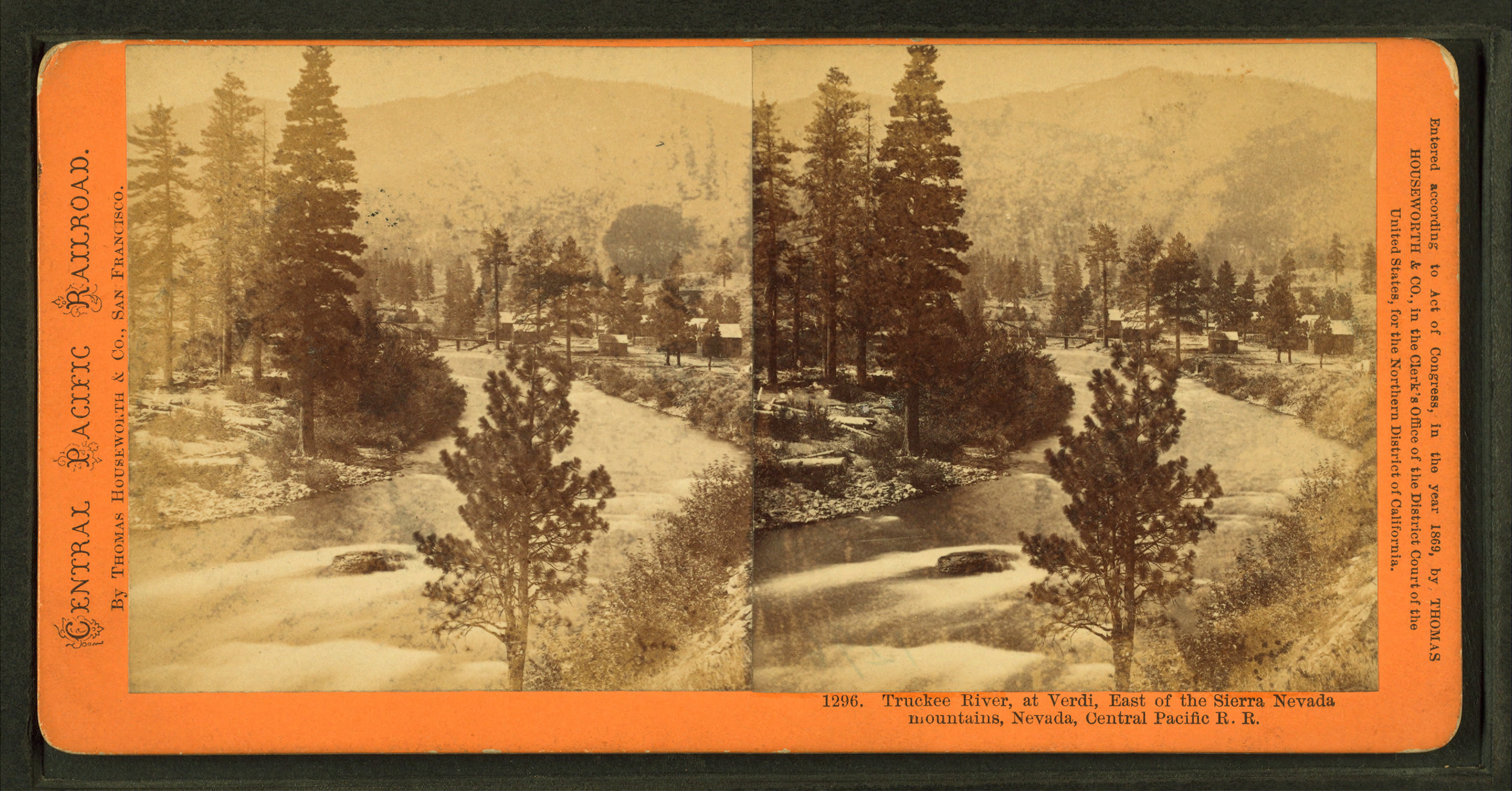
A Truckee folyó Verdi városánál, Nevada államban. Amikor a Central Pacific Railroad 1868-ban elérte a helyszínt, Charles Crocker előhúzott egy cédulát a kalapjából, amelyen Giuseppe Verdi nevét olvasta le ; így a várost az olasz operaszerzőről nevezték el

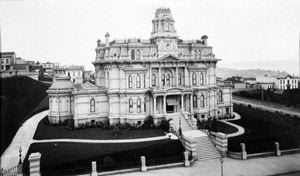
Crocker kúriája a Nob Hillen, San Francisco (1880 körül)

1861-ben, miután meghallgatta Theodore Judah érdekes előadását, Mark Hopkins, Collis Huntington és Leland Stanford (más néven a Nagy Négyes) mellett egyike volt annak a négy fő befektetőnek, akik megalapították a Central Pacific Railroadot, amely megépítette az első észak-amerikai transzkontinentális vasútvonal nyugati részét. A vállalatnál az építésfelügyelő és a Charles Crocker & Co. elnöke volt, a Central Pacific leányvállalata, amelyet kifejezetten a vasút megépítésére alapítottak.
Crocker vasúti hóekéket vásárolt, hogy a síneket a hegyeken átvezető hótól megtisztítsa, de azok a síneken lévő jég miatt kisiklottak. A Sierra Nevada hegységben több mint 40 mérföld (65 km) hosszú hófogó tetőket építtetett, hogy a síneket télen ne borítsa be a hó. Ez a projekt több mint 2 millió amerikai dollárba került.
1864-ben Charles felkérte idősebb bátyját, Edwint, hogy legyen a Central Pacific Railroad jogi tanácsadója.
Miközben a Central Pacific 1868-ban még építés alatt állt, Crocker és három társa megszerezte a Southern Pacific Railroad irányítását. Megépítette a második transzkontinentális vasútvonal legnyugatibb részét. Az új-mexikói Deminget feleségéről, Mary Ann Deming Crockerről nevezték el. 1881-ben itt vertek be egy ezüst sínszeget annak emlékére, hogy a Southern Pacific találkozott az Atchison, Topeka and Santa Fe Railwayjal, ezzel befejeződött az Egyesült Államok második transzkontinentális vasútjának megépítése. 1876. szeptember 5-én a Lang Southern Pacific állomáson, amely Kalifornia történelmi emlékhelye, Crocker egy arany sínszeget ütött egy vasúti keresztaljba, az ünnepi sínszeget a San Joaquin-völgyi vasútvonal befejezésének megünneplésére verték be. A vonal befejezése összekötötte Los Angeles városát San Franciscóval és az első transzkontinentális vasútvonallal.